# Kyrian Nwabueze
Kyrian Nwabueze (Hawthorne, Estados Unidos, 11 de diciembre de 1992) es un futbolista estadounidense de origen nigeriano, que juega de Delantero en el ND Gorica de la Prva SNL.

## Biografía
Nació en Nigeria y se mudó a Estados Unidos con su familia cuando tenía 8 años. Recibieron una Tarjeta Verde y su familia decidió aprovechar esa oportunidad. Empezó a jugar al fútbol en el equipo de la universidad en Estados Unidos. Después de marcar 19 goles en el equipo de la universidad El Camino en 2013, fue invitado a Los Angeles Misioneros, que fue tu primera experiencia. En 2014, impresionó a los entrenadores de Banants durante el campamento de entrenamiento en Chipre y se mudó a Armenia por primera vez.

## Clubes
| Club                   | País           | Año           | PJ | Goles |
| ---------------------- | -------------- | ------------- | -- | ----- |
| Los Angeles Misioneros | Estados Unidos | 2013          |    |       |
| Banants                | Armenia        | 2013 - 2014   | 4  | 0     |
| Tulsa Roughnecks       | Estados Unidos | 2015          | 23 | 5     |
| FC Ararat Ereván       | Armenia        | 2015-2016     | 17 | 3     |
| FC Shirak              | Armenia        | 2016-2017     | 10 | 1     |
| ND Gorica              | Eslovenia      | 2017-presente | 9  | 5     |